# Пасо-де-лос-Торос (напій)
Пасо-де-лос-Торос (англ. Bulls' Crossing) — уругвайська комерційна лінія газованих безалкогольних напоїв, названа на честь уругвайського міста Пасо де лос Торос. Спочатку вироблялася місцевою компанією, що належала Ромуло Мангіні (Rómulo Mangini), а зараз належить і продається компанією PepsiCo.
Спочатку це була назва тонізуючої води, але згодом Пасо де лос Торос перетворився на самостійну лінію, до якої увійшли напої зі смаком лимона та грейпфруту.

## Історія
У 1920-х роках місто Пасо де Лос Торос налічувало приблизно 8 000 мешканців. Серед них був валлієць Хорхе Джонс, який переїхав туди працювати на залізниці. Ромуло Мангіні, студент-хімік з Монтевідео, також переїхав туди з дружиною, щоб працювати у бізнесі свого тестя. Через деякий час хімік відкрив содовий завод, де виробляв мило, а згодом і безалкогольні напої з фруктовими смаками. У 1926 році вдень ці двоє чоловіків зустрілися в клубі під назвою «25 de Agosto». Джонс запропонував молодому хіміку спробувати вивести формулу для виробництва тонізуючої води, подібної до тієї, яка в той час продавалася в Уругваї під англійським брендом Bull Dog. Джонс знав компоненти, а Мангіні спробує вирахувати точні пропорції.
Мангіні прийняв виклик і протягом декількох місяців випробовував різні формули, і з кожною новою формулою він приходив до клубу і просив Джонса випробувати їх. Нарешті, після кількох спроб, одного дня в 1929 році, вони досягли своєї мети. Спочатку напій отримав назву «Principe de Gales», а потім був перейменований на «Paso de los Toros». На думку витонченого смаку Джонса, уругвайська тонізуюча вода успішно перевершила імпортовану з Лондона. Напій мав успіх і швидко переріс свій штат і потужності. У 1947 році було засновано «Sociedad Anónima de Agua Tónica Paso de los Toros», акції якої продавалися по десять песо за штуку. У 1950 році, коли попит на напій збільшився, Мангіні вирішив відкрити завод у Монтевідео.
У 1955 році більшість акціонерів продали свої акції компанії Pepsi Cola, яка 14 лютого 1955 року поглинула компанію. Це стало важким ударом для Мангіні, який помер у 1957 році. Pepsi завершила поглинання в 1961 році.
Pepsi продовжує продавати лінійку Paso de los Toros і сьогодні, причому не лише в Уругваї, але й на приблизно в п'ятнадцять разів більшому аргентинському ринку, що сприяло поширенню продукту в регіоні. Хоча флагманським напоєм залишається традиційна тонізуюча вода, безалкогольні напої зі смаком апельсина, грейпфрута, а з середини 2014 року і лимона також продаються під цією ж маркою.
Завод Пасо-де-лос-Торос закрився на початку 1960-х років. У 2020 році стало відомо, що занедбаний завод став готелем після того, як місцевий підприємець купив і відремонтував його. Його власник також планував запустити виробництво мінеральної води під брендом Don Rómulo. В результаті компанія PepsiCo подала на нього до суду за звинуваченням у порушенні прав на торговельну марку.